# Темник (посёлок)
Те́мник (неофиц. Ацу́ла), (бур. Химни) — посёлок в Селенгинском районе Бурятии. Образует сельское поселение «Темник».

## География
Посёлок расположен в 53 км к юго-западу от районного центра, города Гусиноозёрска, в юго-западной части Гусиноозёрской котловины, на Тамчинской равнине, в междуречье Темника и его левой протоки Яган-Гол (Ялга-гол), в границах Ацульского заказника.
В 7,5 км юго-восточнее посёлка проходит региональная автодорога Р440 (Джидинский тракт) Гусиноозёрск — Закаменск. В 6 км восточнее находится остановочный пункт Темник на южной линии Восточно-Сибирской железной дороги Улан-Удэ — Наушки.
Ближайшие крупные населённые пункты: село Селендума — 17 км к югу, село Гусиное Озеро — 15 км к северу.

## Население
| 2002 | 2008 | 2010 | 2012 | 2013 | 2014 | 2015 |
| ---- | ---- | ---- | ---- | ---- | ---- | ---- |
| 628  | ↘591 | ↗610 | ↘594 | ↘590 | ↘588 | ↗599 |
| 2016 | 2017 | 2018 | 2019 | 2020 | 2021 | 2023 |
| ↘598 | ↘578 | ↘575 | ↘569 | ↘548 | ↗571 | ↘564 |
| 2024 |      |      |      |      |      |      |
| ↘557 |      |      |      |      |      |      |

## Экономика
В пойме реки Темник произрастают крупнейшие в Восточной Сибири плантации крушиновидной облепихи. В советское время здесь существовал совхоз «Облепиховый», поставлявший ягоды в Улан-Удэ. В 1995 году реорганизованным СПК запущена собственная линия переработки этой ценной культуры.
В посёлке также развито овощеводство, пчеловодство, выращивание гречихи. Функционируют филиал Тохойского УОС (мелиорация), станция защиты растений.

## Инфраструктура
В посёлке действуют средняя общеобразовательная школа, фельдшерский пункт, библиотека, Дом культуры, АТС, почтовое отделение.

## Люди, связанные с Ацулой
- Галсан-Чойроп Ванчиков (1816—1873) — уроженец урочища Ацула, бурятский религиозный деятель, 7-й Пандидо Хамбо-лама, глава буддистов Российской империи (1860—1872)[15].